# Czarnów
Czarnów je vesnice na jihu Polska nacházející se na západ od Kamienne Góry. Jedná se o několik domů roztroušených ve svahu. Prochází tudy několik turistických tras.

## Galerie

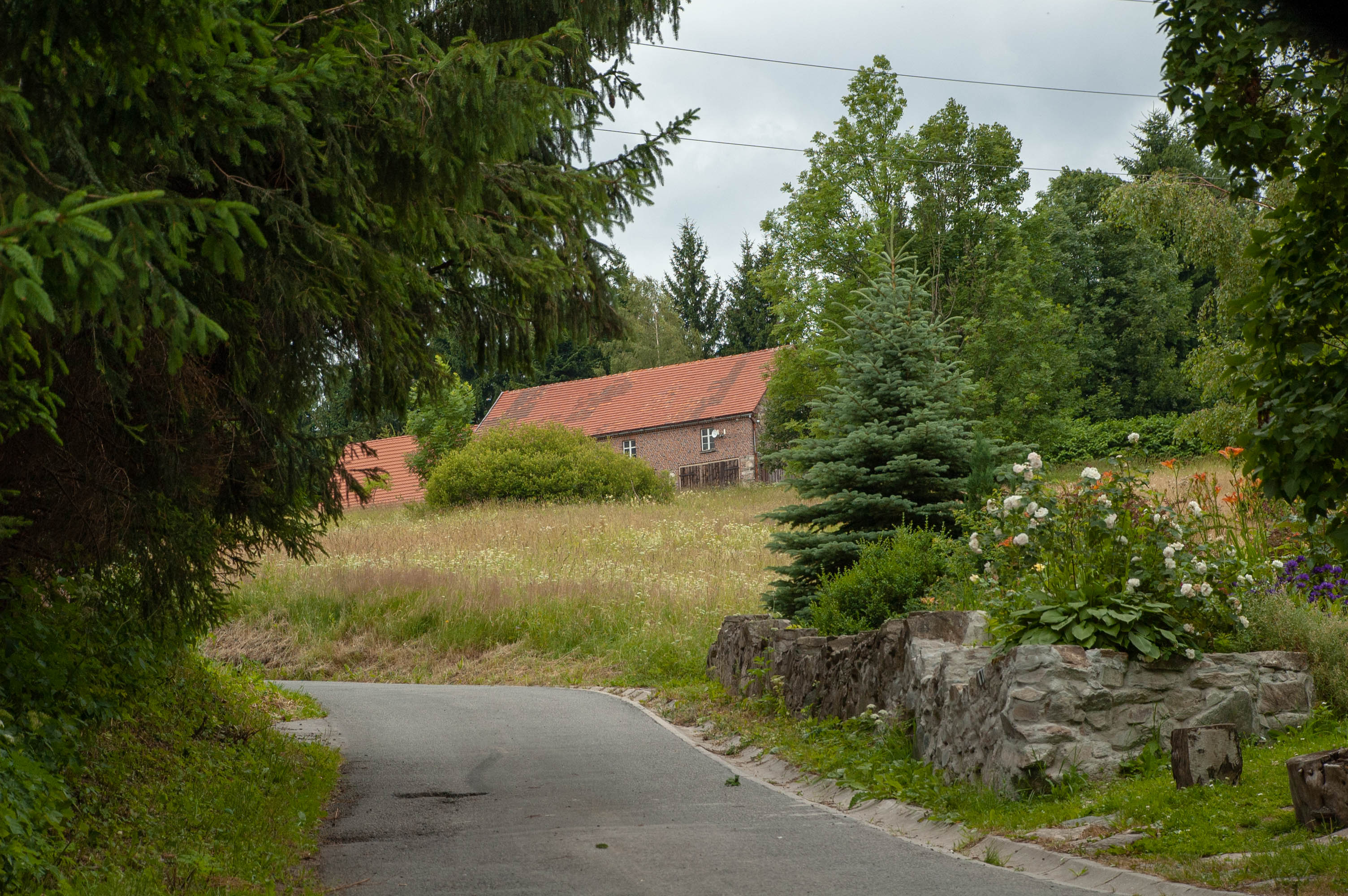
Hnědý dům
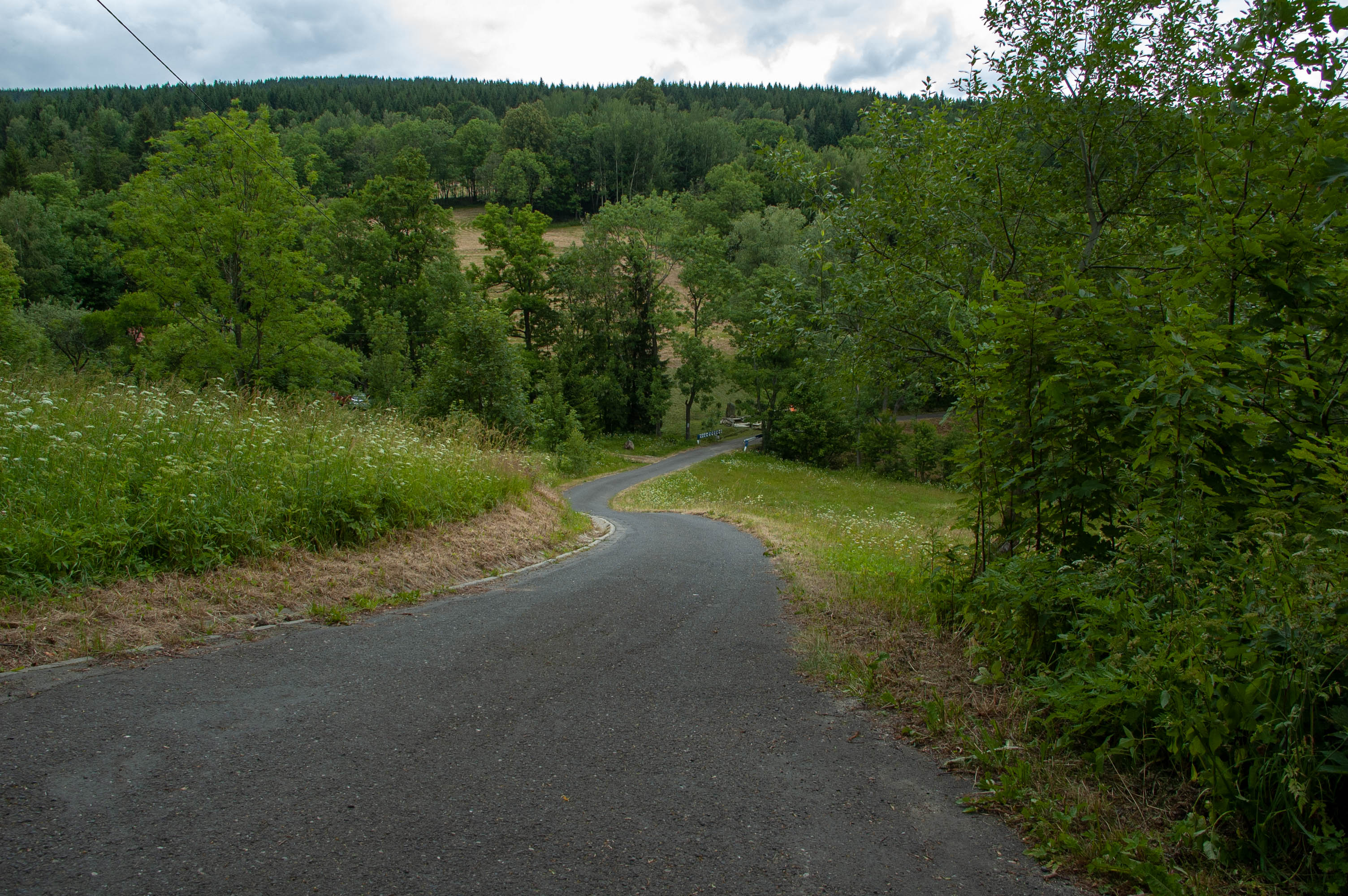
Silnice
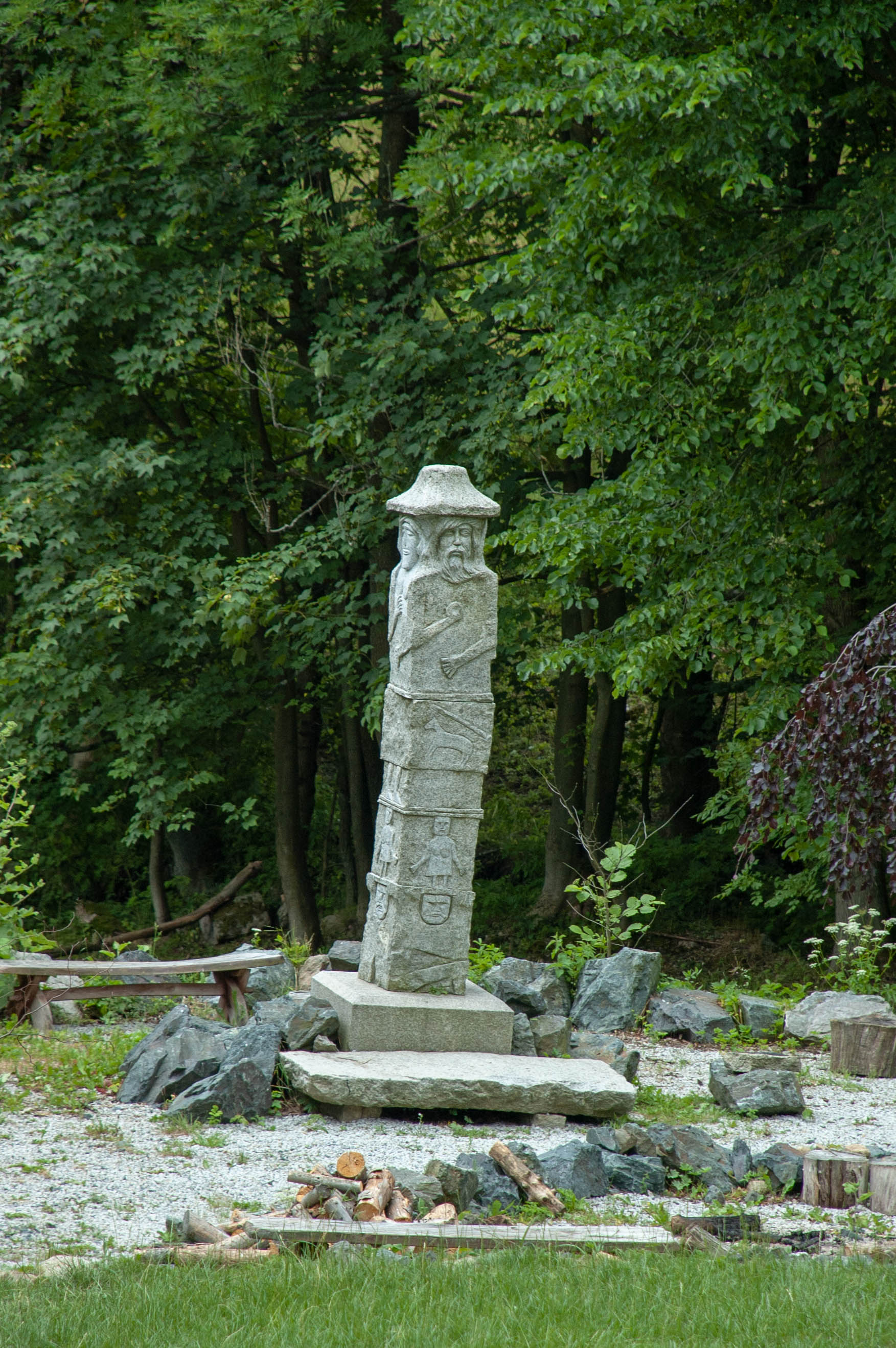
Plastika
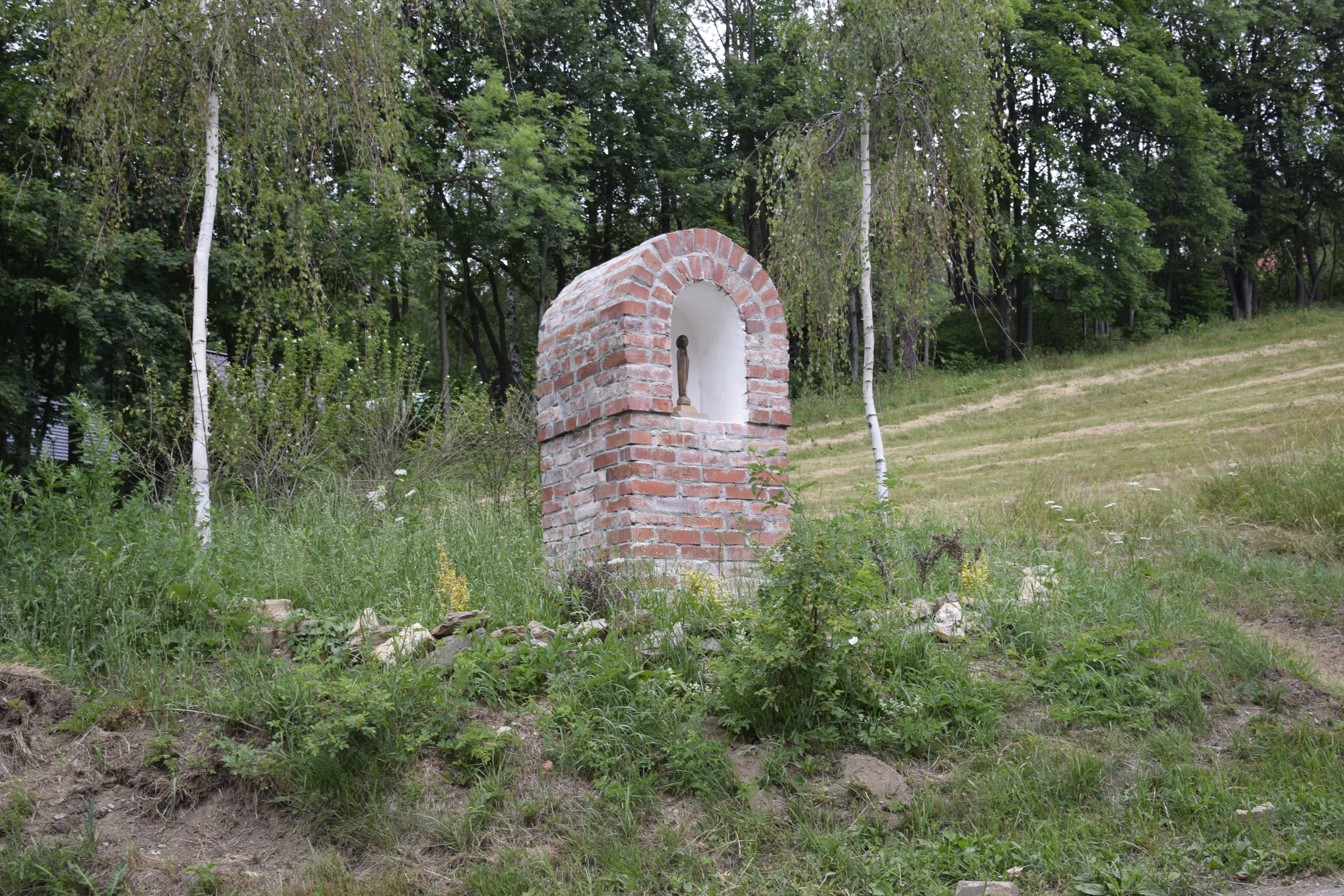
Kaplička